# جون بابكوك
جون هنري فوستر «جاك» بابكوك (23 يوليو 1900 - 18 فبراير 2010) كان آخر رجل على قيد الحياة من الجيش الكندي وقد خدم في الحرب العالمية الأولى، وبعد وفاة هاري باتش، كان أقدم رجل على قيد الحياة للقتال. حاول بابكوك في البداية من الانضمام إلى الجيش في سن الخامسة عشرة، لكنه قوبل بالرفض وأُرسل للعمل في هاليفاكس إلى أن تم وضعه في كتيبة الجنود الشباب في أغسطس 1917. ثم نقل بابكوك إلى المملكة المتحدة، حيث واصل تدريباته حتى نهاية الحرب.
لم يعتبر بابكوك نفسه من المحاربين القدامى وانتقل إلى الولايات المتحدة في عشرينيات القرن الماضي حيث انضم إلى جيش الولايات المتحدة وأصبح في النهاية كهربائيًا.في مايو عام 2007 م بعد وفاة دوايت ويلسون أصبح بابكوك آخر من بقي على قيد الحياة من قدامى المحاربين في الحرب العالمية الأولى الذين خدموا في القوات الكندية ومنذ ذلك الحين حظي باهتمام دولي بما في ذلك التنهئات بعيد ميلاده من الملكة إليزابيث الثانية و الحاكم العام لكندا ورئيس الوزراء الكندي حتى وفاته في 18 فبرايرعام 2010 م.